# End of the World (Lied)
End of the World (englisch für „Ende der Welt“) ist ein Lied der US-amerikanischen Sängerin Miley Cyrus, das im April 2025 erschien.

## Entstehung und Veröffentlichung
Geschrieben und produziert wurde das Lied von der Interpretin selbst, zusammen mit Shawn Everett, Gregory Hein, Alec O’Hanley, Michael Pollack, Jonathan Rado und Molly Rankin. Bei der Produktion wurde das Team darüber hinaus von Max Taylor-Sheppard unterstützt.
Die Erstveröffentlichung von End of the World erfolgte als Single am 4. April 2025 bei Columbia Records. Diese erschien als digitaler Einzeltrack zum Download und Streaming. Um die Veröffentlichung von End of the World zu bewerben, wurden am Times Square in New York City Plakate aufgestellt, während ein Teaser-Video auf Cyrus’ offiziellem Internetauftritt erschien. Am 30. Mai 2025 erschien das Lied als Teil von Cyrus’ neunten Studioalbum Something Beautiful (Katalognummer: 19802915912), dessen erste Singleauskopplung es ist.

## Inhalt und Stil
End of the World bewegt sich musikalisch im Bereich der Popmusik, mit Disco-Einflüssen. Inhaltlich befasst sich das Lied mit Ungewissheiten. Geprägt von Klavierakkorden im Stil der 1970er-Jahre, Live-Streichern und einem Midtempo-Beat, bezieht sich das Lied auf kulturelle Ikonen und Orte wie Paul McCartney und Malibu.

## Musikvideo
Bei dem „Disko-inspirierten“ Musikvideo führten Cyrus, Jacob Bixenman und Brendan Walter Regie. Im Video trägt Cyrus ein Kleid mit grünen Pailletten, das der Rolling Stone als „sexy und retro“ bezeichnete.

## Rezensionen
Consequence bezeichnete das Lied als „zeitgemäß“, und das Paper Magazine schrieb: „Der Track hat eine ansprechende Fülle, die ein wenig mehr Absicht vermuten lässt, als wir es von Cyrus gewohnt sind. Es ist ein Dance-Track, der seltsam und gewinnend ist, und Cyrus’ Stimme klingt großartig“. Die New York Times beschrieb End of the World als „eine luxuriöse Pop-Extravaganz“.
Slant Magazine beschreibt das Stück als „pop-freundlich“ mit einem „ausgelassenen Midtempo-Beat, Live-Streichern und 70er-Jahre-Klavierakkorden“. Elle nannte das Lied einen „hymnischen Bop“, in dem Cyrus darüber singe, „das Beste aus dem Leben zu machen“. Laut Stereogum sei End of the World eine „Disco-Hymne über das Feiern während der Apokalypse – ein klassisches Popthema, das immer aktueller“ werde. Der Text des Liedes beziehe sich darauf, wie Paul McCartney zu feiern und ein letztes Mal nach Malibu, Kalifornien, zu fahren. Cosmopolitan sagte, der Titel habe eine „unbeschwerte Produktion und bewegende Texte“.

## Chartplatzierungen
| ChartsChartplatzierungen       | Höchstplatzierung | Wochen |
| ------------------------------ | ----------------- | ------ |
| Deutschland (GfK)              | 40 (… Wo.)        | …      |
| Österreich (Ö3)                | 34 (7 Wo.)        | 7      |
| Schweiz (IFPI)                 | 57 (… Wo.)        | …      |
| Vereinigte Staaten (Billboard) | 52 (4 Wo.)        | 4      |
| Vereinigtes Königreich (OCC)   | 23 (7 Wo.)        | 7      |